# Patrick Morrow
Patrick „Pat“ Allan Morrow (* 18. Oktober 1952 in Invermere, British Columbia) ist ein kanadischer Bergsteiger und Fotograf, er wurde durch die erste Besteigung der Seven Summits in der Carstensz-Version bekannt.

## Biografie
Morrow wuchs in der kanadischen Provinz British Columbia auf. Im Jahr 1982 wurde er als Fotograf für die "Canadian Mount Everest Expedition" ausgewählt, ihm gelang die Besteigung des Gipfels. Da er den Mount McKinley (1977) und den Aconcagua (1981) bereits bestiegen hatte, kam ihm die Idee auch die höchsten Gipfel der anderen Kontinente zu besteigen.
Am 5. August 1986 konnte Morrow mit der Besteigung des Elbrus als Erster die Seven Summits in der Carstensz-Variante vollenden. Da er im Jahr 1983 auch den Mount Kosciuszko auf dem australischen Festland bestiegen hatte, war er auch der Erste, der beide Varianten (Bass- und Messner-Liste) absolviert hatte. Im Jahr 1987 wurde Morrow mit dem Order of Canada ausgezeichnet. Morrow arbeitet als Outdoor-Kameramann und Fotograf.

## Seven Summits Expeditionen
- Mount McKinley, [1977].
- Aconcagua, [1981].
- Mount Everest, [1982].
- Elbrus, [1983], Ostgipfel.
- Mount Kilimanjaro, [1983].
- Mount Kosciuszko, [1983] (Bass-Liste).
- Mount Vinson, [1985].
- Carstensz Pyramide [1986] (Messner-Liste).
- Elbrus, [1986], Hauptgipfel (Westgipfel).

## Publikationen
- Beyond Everest - Quest For the Seven Summits. Camden House, 1986, ISBN 0-920656-46-3.